# Danny Schrijvers
Danny Schrijvers (17 september 1965) is een Nederlands voormalig voetballer die uitkwam voor NAC. Hij speelde als middenvelder.